# Esther Goldfrank
Esther Goldfrank (* 5. Mai 1896 in New York City; † 23. April 1997 in Mamaroneck, Westchester County, NY) war eine US-amerikanische Anthropologin.

## Leben
Esther Goldfrank, geb. Schiff, studierte Ökonomie am Barnard College mit dem Abschluss Bachelor of Arts im Jahr 1918. Während ihrer Abschlussarbeit lernte sie Franz Boas in der benachbarten Columbia University kennen und wurde von 1919 bis 1922 seine Sekretärin. In dieser Zeit begleitete sie Boas nach New Mexico, um die Pueblo-Indianer und deren Kultur zu erforschen. Das Projekt hatte Elsie Clews Parsons finanziert, für die Goldfrank im Sommer 1924 eine Feldforschung in Isleta unternahm.
In erster Ehe heiratete Esther Goldfrank 1922 den Witwer Walter Goldfrank († 1935), Vater von drei Söhnen. Sie hatten eine Tochter. Nach dem Tod ihres Ehemannes arbeitete Esther Goldfrank wieder als Anthropologin: Gemeinsam mit Ruth Benedict erforschte sie im Jahr 1939 die Blackfoot in Alberta, Kanada. Goldfrank war auch an einem von der Rockefeller-Stiftung geförderten Forschungsprojekt zur Adoleszenz beteiligt.
1940 heirateten Esther Goldfrank und Karl August Wittfogel (1896–1988). Sie war ab 1943 als Anthropologin eine Mitarbeiterin in Wittfogels Projekt zur Erforschung der Chinesischen Geschichte (Chinese History Project), das zunächst an der Columbia-Universität und dann an der Universität in Seattle betrieben wurde.

## Mitgliedschaft
Esther Goldfrank war Mitglied der American Ethnological Society (gegründet 1842 in New York von Albert Gallatin und John Russell Bartlett) in folgenden Funktionen:
- Schatzmeisterin 1945–1947
- Präsidentin 1948
- Herausgeberin 1952–1956.

## Veröffentlichungen (Auswahl)
Autorin
- The Social and Ceremonial Organization of Cochiti, American Anthropological Association Memoir,  Nr. 33. Menasha, Wisconsin, 1927, S. 5–129.
- Changing Configurations in the Social Organization of a Blackfoot Tribe During the Reserve Period. The Blood of Alberta, Canada, Monographs of the American Ethnological Society, Nr. 8, J.J. Augustin, New York, 1945.
- mit Karl August Wittfogel, Some Aspects of Pueblo Mythology and Society, Journal of American Folklore, Band 56, Nr. 219, 1943, S. 17–30.
- Socialization, Personality, and the Structure of Pueblo Society, American Anthropologist, Band 47, Nr. 4, 1945, S. 516–537.
- The Artist of „Isleta Paintings“ in Pueblo Society, Smithsonian Contributions to Anthropology Nr. 5. Smithsonian Institution, Washington, DC, 1967.
- Notes on an Undirected Life. As One Anthropologist Tells It, Queens College Publications in Anthropology, Nr. 3, Queens College, Flushing, New York, 1978.
- Another View: Margaret and Me, Ethnohistory, Band 30, Nr. 1, 1983, S. 1–14.

Herausgeberin
- Isleta Paintings. Mit Elsie Clews Parsons. Bureau of American Ethnology Bulletin, Nr. 181. Smithsonian Institution, Washington, DC, 1962.